# 北矢名
北矢名（きたやな）は神奈川県秦野市の大字。住居表示未実施区域。

## 地理
秦野市内大根地区（おおねちく）に属する。町域南部を小田急電鉄小田原線がかすめ、徒歩圏内に東海大学前駅（南矢名一丁目）が立地する。

### 地価
住宅地の地価は、2023年（令和5年）1月1日の公示地価によれば、北矢名字北太夫窪197番4外地点で9万1000円/m2となっている。

### 集落名
- 蛇窪（じゃくぼ：蛇久保とも）
- 太夫窪（たいくぼ：太夫久保とも）
- 田中（たなか）
- 中尾（なかお）
- 谷戸（やと）

## 歴史
もとは大住郡北矢名村。後に大住郡・中郡大根村大字北矢名となり、1955年（昭和30年）秦野市と合併して現在の秦野市北矢名となった。1993年（平成5年）に東海大学前駅近辺の市街地に住居表示が実施され、その際に北矢名から南矢名に編入された区域がある。

## 世帯数と人口
2023年（令和5年）4月1日現在（秦野市発表）の世帯数と人口は以下の通りである。
| 大字   | 世帯数    | 人口    |
| ------ | --------- | ------- |
| 北矢名 | 2,807世帯 | 5,687人 |

### 人口の変遷
国勢調査による人口の推移。
| 年                 | 人口  |
| ------------------ | ----- |
| 1995年（平成7年）  | 6,017 |
| 2000年（平成12年） | 6,404 |
| 2005年（平成17年） | 6,419 |
| 2010年（平成22年） | 6,568 |
| 2015年（平成27年） | 6,360 |
| 2020年（令和2年）  | 6,179 |

### 世帯数の変遷
国勢調査による世帯数の推移。
| 年                 | 世帯数 |
| ------------------ | ------ |
| 1995年（平成7年）  | 2,654  |
| 2000年（平成12年） | 2,967  |
| 2005年（平成17年） | 2,960  |
| 2010年（平成22年） | 3,166  |
| 2015年（平成27年） | 3,051  |
| 2020年（令和2年）  | 2,951  |

## 学区
市立小・中学校に通う場合、学区は以下の通りとなる（2018年2月時点）。
| 番地 | 小学校             | 中学校             |
| --- | ------------------ | ------------------ |
| 33～53、55～73、74-1～23 74-25～37、75、76-1～3 76-5～6、76-8、77-1～4、77-6 77-12、77-15～19、82～85 127～139、140-7～9、201～221 227、232～260、264-1、265 367～370、375-1～5、376 378～444、446-2、446-4 674以降 | 秦野市立大根小学校 | 秦野市立大根中学校 |
| 54～54-3、74-24、76-4 76-7、76-9、77-5 77-7～11、77-13～14、78～80 81-1～8、86～114、140-1 140-6、142～200、222～223 231、261～262、264-4～5 269～356、371～374、375-6～7 377、446-3、475～666                      | 秦野市立鶴巻小学校 | 秦野市立鶴巻中学校 |

## 事業所
2021年（令和3年）現在の経済センサス調査による事業所数と従業員数は以下の通りである。
| 大字   | 事業所数 | 従業員数 |
| ------ | -------- | -------- |
| 北矢名 | 52事業所 | 355人    |

### 事業者数の変遷
経済センサスによる事業所数の推移。
| 年                 | 事業者数 |
| ------------------ | -------- |
| 2016年（平成28年） | 50       |
| 2021年（令和3年）  | 52       |

### 従業員数の変遷
経済センサスによる従業員数の推移。
| 年                 | 従業員数 |
| ------------------ | -------- |
| 2016年（平成28年） | 360      |
| 2021年（令和3年）  | 355      |

## 施設
- おおね台団地

## 文献
- 秦野市（編）『秦野市史　第二巻』（1982年 秦野市）
- 秦野市（編）『秦野市字別区分図』（1983年 秦野市）
- 秦野市（編）『秦野市字界図』（1993年 秦野市）
- 秦野市（編）『秦野市内全地区小字一覧表』（2008年 秦野市）